# Chess-Nuts
Chess-Nuts es un corto de animación estadounidense de 1932, de la serie Talkartoons. Fue producido por los estudios Fleischer y distribuido por Paramount Pictures. En él aparecen Betty Boop, Bimbo y Koko el payaso.

## Argumento
Al principio, aparece una partida de ajedrez (chess en inglés) entre dos hombres ancianos en imagen real. La reina negra, Betty Boop, saluda a Bimbo, el rey blanco, provocando los celos del rey negro. Las diferentes piezas del juego empiezan una batalla de dos bandos, con referencias al fútbol americano, boxeo y bolos, además del ajedrez.
Para alejar a Betty de Bimbo, el rey negro se la lleva a su castillo, donde la hará prisionera.

## Realización
Chess-Nuts es la trigesimoctava entrega de la serie Talkartoons (dibujos animados parlantes) y fue estrenada el 13 de abril de 1932.